# Deshanur, Sampgaon
Deshanur là một làng thuộc tehsil Sampgaon, huyện Belgaum, bang Karnataka, Ấn Độ.